# Rosciano
Rosciano är en ort och kommun i provinsen Pescara i regionen Abruzzo i Italien. Kommunen hade 3 955 invånare (2018).